# Zahvalnost
Zahvalnost je pozitivan osjećaj ili stav kao odgovor na iskazanu dobrobit. Zahvalnost se osjeća nakon dobro učinjenog djela prema nama, na primjer, zahvala za pažnju ili uslugu, kao i različiti načini izražavanja toga osjećaja.
Zahvalnost je složen osjećaj, koji se javlja na temelju emocionalne i racionalne procjene o tome što se događa. Izraz je često ritualan. Zahvaljivati se može Bogu, ljudima, životinjama i sl. 
U lingvistici, izraz zahvalnosti smatra se posebnim žanrom govora (stabilna kompozicijska i stilska odlika izjave o ovoj temi). Zahvalnost može imati različite karakteristike: izravne i neizravne, ritualne i emocionalne (osobno značenje), motivirane i nemotivirane, verbalne i neverbalne.
U antičko doba, zahvalnost se tumačila kao vrlina i bia je povezana s pravdom. U SAD-u se slavi Dan zahvalnosti, prilikom kojega se zahvavljuje Bogu i ljudima, za darovana dobra.
Iskustvo zahvalnosti povijesno je fokus nekoliko svjetskih religija. Pojam zahvalnosti, opsežno su razmatrali moralni filozofi poput Adama Smitha. Sustavno proučavanje zahvalnosti u psihologiji, počelo je tek oko 2000. godine, možda i zato što je psihologija tradicionalno bila usmjerena više na razumijevanje negativnih, nego pozitivnih osjećaja. Međutim, s dolaskom pokreta pozitivne psihologije, zahvalnost postaje glavni fokus psiholoških istraživanja. Studija zahvalnosti u psihologiji je usmjerena na razumijevanje kratkoročnoga iskustva osjećaja zahvalnosti, individualnih razlika u tome koliko često ljudi osjećaju zahvalnost i odnosu između ova dva aspekta.